# Oak Ridge (comté de Cooke, Texas)
Pour les articles homonymes, voir Oak Ridge.
Oak Ridge est une petite ville située à l'est du comté de Cooke, au Texas, aux États-Unis,.

## Démographie
Lors du recensement de 2010, la ville comptait une population de 141 habitants. Elle est estimée, au 1er juillet 2019, à 154 habitants.

### Source de la traduction
- (en) Cet article est partiellement ou en totalité issu de l’article de Wikipédia en anglais intitulé « Oak Ridge, Cooke County, Texas » (voir la liste des auteurs).